# Soumrak (film, 1998)
Soumrak (v anglickém originále Twilight) je americký filmový neo-noir thriller z roku 1998, který režíroval Robert Benton, napsali Benton a Richard Russo a v hlavních rolích se představili Paul Newman, Susan Sarandon, Gene Hackman, Reese Witherspoon, Stockard Channing a James Garner. Hudbu k filmu složil Elmer Bernstein.
Film s rozpočtem 20 milionů dolarů získal smíšené hodnocení kritiků a byl kasovním propadákem, když utržil 15,1 milionu dolarů.

## Děj
Stárnoucí soukromý detektiv Harry Ross, bývalý policista, dostane za úkol přivést sedmnáctiletou Mel Ames domů. Najde ji v mexickém letovisku s pochybným přítelem Jeffem Willisem. Během potyčky Mel omylem postřelí Harryho do stehna.
O dva roky později Harry žije v penzionu bohatých rodičů Mel, bývalých filmových hvězd Jacka a Catherine Amesových. Jack umírá na rakovinu a tráví s Harrym čas hraním karet. Jednoho dne Jack požádá Harryho, aby doručil balíček do Los Angeles. Na místě setkání je svědkem vraždy muže jménem Ivar, který po něm stihne vystřelit. Harry je zatčen, ale jeho bývalí kolegové Verna Hollander a Raymond Hope ho nechají jít.
Harry se dozvídá, že Jeff a jeho probační úřednice Gloria Lamar vydírají Amesovy. Catherine s ním flirtuje a nakonec spolu stráví noc. Jack to zjistí, když během infarktu najde Catherine v Harryho košili.
Brzy si Harry uvědomí, že jeho přátelé ho celou dobu manipulovali. Raymond se ho snaží přesvědčit, aby odešel, ale Harry zjistí, že Raymond byl zapleten do vraždy Catherineina prvního manžela. Když se Raymond pokusí Harryho zabít, Harry ho zastřelí jako první.
Po této konfrontaci se Harry usmíří s Amesovými a odjíždí z města s Vernou.